# Parichha
Parichha è una suddivisione dell'India, classificata come census town, di 6.849 abitanti, situata nel distretto di Jhansi, nello stato federato dell'Uttar Pradesh.